# بورنوویتسه
بورنوویتسه (به چکی: Bořenovice) یک منطقهٔ مسکونی در جمهوری چک است که در ناحیه کرومیریژ واقع شده‌است. بورنوویتسه ۱٫۶۱ کیلومتر مربع مساحت و ۱۷۹ نفر جمعیت دارد و ۲۵۰ متر بالاتر از سطح دریا واقع شده‌است.